# Martin Burger
Pour les articles homonymes, voir Burger.
Martin Burger, né le 15 juillet 1939 à Pettneu am Arlberg, est un ancien skieur alpin autrichien.

## Palmarès

### Championnats du monde
| Épreuve / Édition      | Descente | Slalom géant | Slalom | Combiné |
| Mondiaux 1962 Chamonix | —        | Bronze       | —      | —       |

## Arlberg-Kandahar
- Meilleur résultat : 2e place dans le 1961 à Mürren